# Lafuentemyia limbisquamum
Lafuentemyia limbisquamum är en tvåvingeart som beskrevs av Aldrich 1934. Lafuentemyia limbisquamum ingår i släktet Lafuentemyia och familjen parasitflugor. Inga underarter finns listade i Catalogue of Life.